# 水城学園

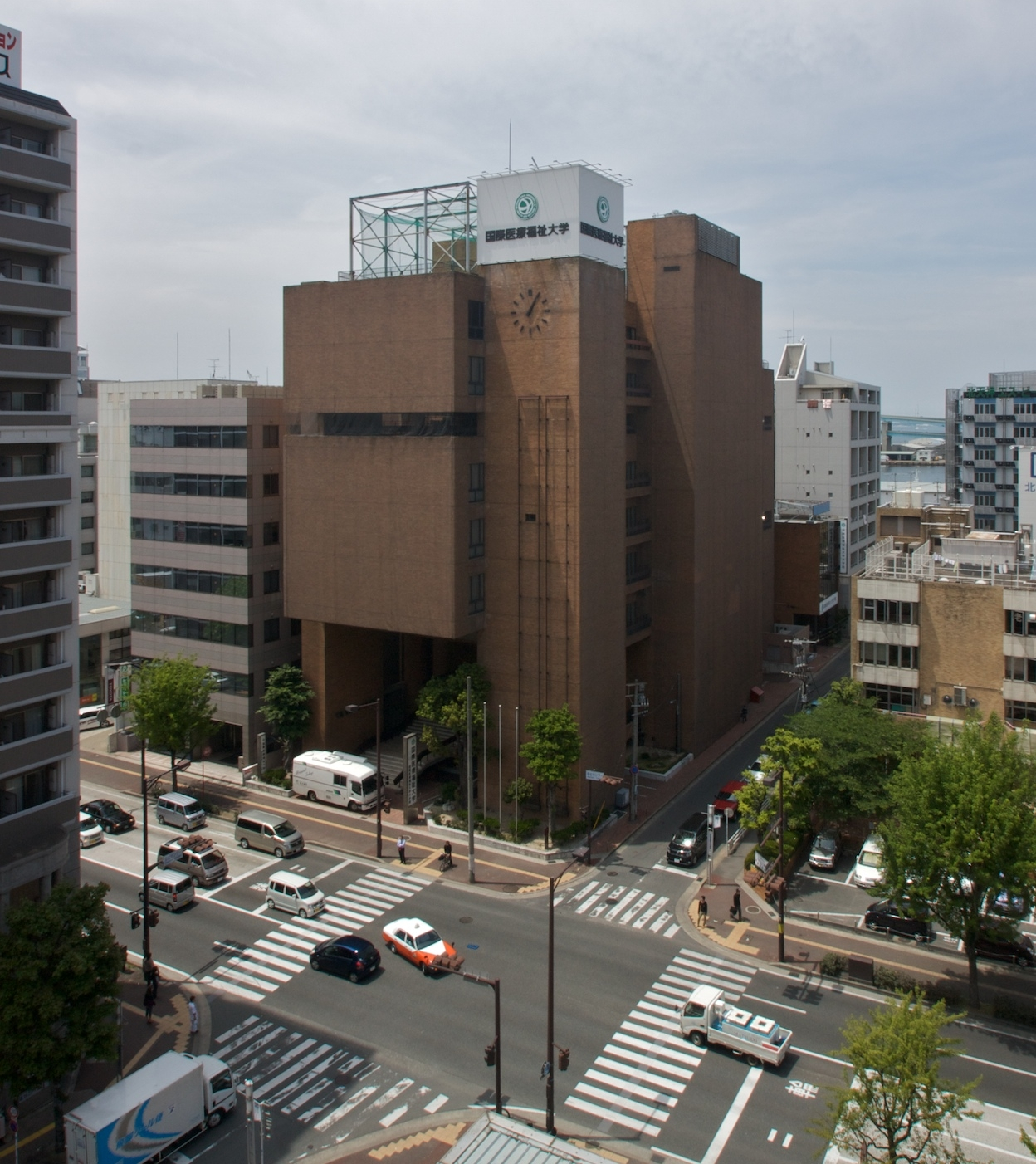
水城学園校舎だったビル（2010年撮影）。建物は解体され現存しない。福岡市中央区長浜一丁目。

水城学園（みずきがくえん）は、福岡県福岡市中央区にあった私立専修学校（大学受験予備校）。1997年度をもって閉校した。設立者は学校法人篠崎学園。福岡市中央区長浜一丁目3番1号に設置されていた。

## 沿革
- 1945年 - 福岡市大名町（現・福岡市中央区大名）に水城塾として開校。
- 1948年 - 福岡市西新町（現・福岡市早良区西新）に移転。
- 1951年 - 再度大名町に移転、校名を水城学院と改める。
- 1968年 - 校名を水城学園と改める。
- 1973年 - 大橋学生寮（福岡市南区）完成。
- 1975年 - 井尻学生寮（福岡市南区）完成。
- 1976年 - 福岡市中央区長浜に移転、長浜学生寮完成。
- 1979年 - 学校法人として認可される。
- 1983年 - 桜ヶ丘学生寮（福岡県春日市）完成。
- 1998年 - 閉校。

## 概要
かつて親不孝通りとして知られる予備校通りの福岡市中央区の天神万町通りの終点にあった大学受験予備校。閉校となった現在でも「親不孝通りのシンボル」のように語られているが、親不孝通りの一員となったのは1976年からである。ライバルであった九州英数学舘と比べた場合、九州大学、西南学院大学、福岡大学への合格率が高かったことから浪人生の信頼は厚く、「九大西福を目指すなら水城が一番」とさえ言われていたが、その反面完全週休二日制の九州英数学舘に対して水城独特のカリキュラムである「木曜休講、土休日開講」は不評だった。
水城生は九州英数学舘に比べ、ファッショナブルな生徒が多く、水城ファッションショーと言われた時期がある。
水城学園では、浪人生の文集「風がある」が年に1回刊行されていた。この文集の編集委員となった浪人生は第一志望の大学に不合格になるという伝説があった。
4箇所の学生寮を所有しており、井尻学生寮は九州大学以上の難関大学を目指す選ばれた浪人生しか入寮できず、「井尻特別選抜寮生」と呼ばれて優遇されていた。
団塊ジュニア世代の大量入学により生徒を十分に確保できていた時期から、将来の少子化への対応策として東進ハイスクールとタイアップした衛星授業の導入など生き残りをかけた努力を行っていたが、1994年に天神万町通りの入り口に駿台予備校が進出したことなどが影響し、生徒数が大幅に減少した。元々のライバルであった九州英数学舘が「パチプロ養成所」「日本一楽しい予備校」などと揶揄されていたのとは逆に、水城学園は学力レベルの高い浪人生が多数在籍していたため、駿台進出の影響を正面から受けたと言われている。
水城学園は1997年度をもって閉校し、校舎は福岡県柳川市の「学校法人高木学園」が福祉専門学校として使用した後、2009年より高木学園と同系列である国際医療福祉大学が福岡看護学部校舎として使用したが、同大学も2013年4月に移転。校舎は2014年5月〜11月にかけて解体された。

## 著名な出身者
- 黒木瞳（女優） - 福岡県立八女高等学校在学中、自宅から堀川バスと西鉄大牟田線（現在の西鉄天神大牟田線）を乗り継いで通学し、夏期講習に参加。
- 茅野正昌（RKB毎日放送アナウンサー）
- 三重野研一（コンサルタント、著作家）

## 主な名物講師陣
教授等の肩書きは当時

### 1970年代後半（長浜に移転後）
東京から来校していた講師陣は、羽田から飛行機で福岡空港に。天神の西鉄グランドホテルに宿泊していた。
- 小野嘉寿男（おの かずお） - 英文法 - 愛媛県出身 東京外国語大学卒、成城大学元教授
- 志賀武男（しが たけお） - 英文解釈 - 福島県出身 - 娘婿は俳優の小沢昭一
- 三浦新市（みうら しんいち） - 英作文、語法 - 福島県出身 東京教育大学（現、筑波大学）卒、慶應義塾大学教授
- 金口儀明（かなぐち よしあき） - 英文法、冠詞 - 愛媛県出身 上智大学卒 上智大学教授
- 新島通弘（にいじま みちひろ） - 英作文 - 東京都出身 早稲田大学卒 早稲田大学教授
- 松山正男（まつやま まさお） - 英語長文 - 東京都出身 東京都立大学 (1949-2011)（現首都大学東京)卒 東京工業大学助教授
- 清田正喜（きよた まさき） - 古文 - 福岡県出身 國學院大學卒 西南学院大学教授
- 森昇一（もり しょういち） - 古文 - 東京都出身 國學院大學卒 國學院大學教授
- 小杉商一（こすぎ しょういち） - 古文 - 新潟県出身 國學院大學卒 東京外国語大学教授

### 1980年代
- 礒野幸（いその みゆき） - 数学 - 群馬県出身 東京高等師範学校卒業 元・ NHKテレビ講座数学講師 後に本校の校長となる

### 1990年代
他校が休校日の日曜日に授業を行うことで東京・大阪から実力派講師を招聘していた。
- 奥山晋太郎（おくやま しんたろう） - 英語長文 - 山形出身 東京大学卒
- 松尾佳津子（まつお かつこ） - 古文 - 大阪府出身 京都大学卒

## その他
- 水城学園創始者の篠崎校長は、高宮の自宅を毎朝5時に出て徒歩で来校していた[3]。
- 御幸毛織CMを替歌した、水城学園の歌があり、RKBやKBCラジオでよく流れていた。
- 春季講習は全額無料だった（1976年～80年代）。講習期間は5日程度だった。
- 立命館大学、関西大学などの関西私大系の地方試験（入試）が水城学園で実施されていた。
- 1978年4月上旬、糸川英夫博士を招いて「糸川英夫の入試突破作戦」と題した1時間程度の講演が実施された。会場は9Fの93番教室で定員750人だったが聴講者があふれていた。